# 1279
1279. је била проста година.

## Догађаји
- 5. март – Битка код Ајзкраукле: Литванске снаге предвођене великим војводом Трајденисом побеђују војску Тевтонских витезова Ливонског реда код Ајзкраукле. Током битке, ред трпи велики пораз, око 70 витезова је убијено, укључујући великог мајстора Ернста фон Рацебурга. Семигали, савезници Ливонског реда, побунили су се, али су се касније предали Траиденису ради заштите.
- 19. март — Монголском победом у бици код Јамена окончана је владавина династије Сунг у Кини. Кублај-канова монголска флота Јуан напада кинеску флоту Сунг (око 1.000 бродова) под командом адмирала Жанг Шиђиеа код Јамена. Монголи шаљу ватрене бродове, али то није ефикасно јер је флота Сунг премазана ватроотпорним блатом. Жанг Хонгфан, командант монголских снага, наређује да се флота Сунг одсече од своје базе, лишавајући је залиха. Болесни и ослабљени војници Сонг нису равноправни Монголима у блиској борби, а хаотично окружење онемогућава командовање војском. Оковани бродови династије Сунг не могу ни да пружају подршку нити да маневришу. Канцелар династије Сунг, Лу Сјуфу, и цар Џао Бинг, удавили су се уместо да буду заробљени. Ово означава крај династије Сунг после три века, Кублај-кан постаје једини цар Кине. Монголско царство достиже свој највећи обим.

- 17. јул – Битка код Девине: Цар Михаило VIII Палеолог шаље византијске експедиционе снаге (око 10.000 људи) у Бугарску, да наметну свог савезника (и зета) Ивана Асена III на престо. Цар Ивајло, бивши вођа побуњеника (видети Ивајлов устанак), напада Византинце у Котелском превоју, потпуно их разбијајући. Многи од њих гину у бици – док остали бивају заробљени и касније убијени по Ивајловом наређењу. Касније, Михаило шаље још једну војску од око 5.000 људи, али и њу Ивајло побеђује пре него што стигне до Балканских планина. Без подршке, Иван Асен мора да бежи у Цариград и немири у Бугарској се настављају.
- 20. јул – Опсада Алхесираса: Кастиљске снаге предвођене краљем Алфонсом X напуштају опсаду (започету 1278. године), након што је њихова флота (око 400 бродова) уништена од стране Маринида предвођених султаном Абу Јакубом Јусуфом ан-Насром. Свим заробљеницима је одсечена глава осим официра који су узети за таоце. По други пут, цела кастиљска флота је изгубљена и Алфонсо је приморан да потпише ново примирје.
- 5. август – Угарска скупштина усваја такозване куманске законе како би регулисала друштвени статус и начин живота номадских и паганских Кумана који живе у Краљевини Угарској.
- Новембар – Алфонсо X додељује градове Медина-Сидонија и Алкала де лос Газулес Реду Свете Марије Шпанске. Такође поклања град Морон де ла Фронтера Реду Алкантара.
- Новембар – Први од Мортмејнових статута усвојен је током владавине краља Едварда I, који спречава да земљиште пређе у посед Цркве.
- Краљевска ковница је премештена у Лондонску кулу. Ковнице новца ван Лондона су смањене, а само неколико локалних и епископских ковница наставља да ради.
- Пролеће – Мамелучке снаге предвођене 19-годишњим султаном Ал-Саидом Бараком и Калавуном  нападају Киликијско-Јерменију; побуна у Египту док су они одсутни приморава Бараку да абдицира. У августу, Калавун преузима власт у Каиру и проглашава се султаном. Он шаље Соламиша, најмлађег сина бившег султана Бајбарса, у изгнанство. У међувремену, Сункур ел-Ашкар, мамелучки намесник Дамаска, одбија да прихвати Калавунову власт и почиње побуну у Сирији.
- Абу Исхак, ујак хафсидског калифа Абу Исхака Ибрахима I, стаје на страну алмохадских побуњеника из Беџаје и осваја Тунис.
- 17. април – Тавун Ђи се насељава у Таунгуу (данашњи Мјанмар) и постаје први владар династије Тоунгу (до 1317).
- Рам Камхенг постаје трећи краљ династије Пхра Руанг, владајући краљевством Сукотаи (данашњи Тајланд).
- Династија Чола у Јужној Индији пада због напада Хојсалског царства и краљевства Панђа.

### Децембар
- Википедија:Непознат датум — донет Статут о мртвој руци

## Смрти
- Архиепископ српски Јоаникије I
- Афонсо III од Португалије

- Болеслав Побожни
- Болеслав V Стидљиви

- Кејкавус II